# Gahwazi
Gahwazi är ett vattendrag i Burundi.   Det ligger i provinsen Bubanza, i den nordvästra delen av landet, 25 kilometer norr om huvudstaden Bujumbura.
Omgivningarna runt Gahwazi är huvudsakligen savann. Runt Gahwazi är det tätbefolkat, med 319 invånare per kvadratkilometer.